# Арнаутов, Виктор Михайлович
Ви́ктор Миха́йлович Арнау́тов (11 ноября 1896, село Успеньевка, Таврическая губерния — 22 марта 1979, Ленинград) — американский и советский художник-монументалист, член Союза художников СССР.

## Биография
Сын священника Михаила Арнаутова, преподавателя Мариупольской Мариинской женской гимназии и Аделаиды Кравцовой. Юность провел в Мариуполе. Окончил Александровскую мужскую гимназию. С юности занимался живописью у местного художника.
С началом Первой мировой войны поступил в Елисаветградское кавалерийское училище, по окончании ускоренного курса которого 1 октября 1915 года был выпущен прапорщиком в 5-й уланский Литовский полк. Произведен в корнеты 12 марта 1916 года, в поручики — 1 января 1917 года. Награждён Георгиевским крестом 4-й степени с лавровой веткой
За то, что в ночь с 20 на 21 августа 1917 года, был окружен противником у мызы Вальденроде, и, выяснив разведкой обстановку, вывел свой взвод из кольца противника и присоединился к полку.
Оставался в полку до окончания войны (Брестского мира). В начале 1918 демобилизовался и поселился в Симбирске, откуда вновь был мобилизован в армию Колчака и отступал с ней до Сибири и Дальнего Востока.
В 1920 году эмигрировал в Харбин, где встретил свою первую жену, дочь помощника военного агента. Зарабатывал иконописью и росписью шкатулок. Одновременно учился в студии «Лотос» у бывших преподавателей Екатеринбургского художественного училища М. А. Кичигина и А. О. Бернардацци. В 1923—1925 годах работал кавалерийским инструктором на конезаводе армии маршала Чжан Цзолина в Мукдене.
С 1925 года в США. Учился в Калифорнийской художественной школе (California School of Fine Arts). В числе его преподавателей Пьезони, Стакпол, Рандолф. В соответствии с тогдашними условиями предоставления визы, ему следовало покинуть США на некоторое время. Увлекшись созданием фресок, вместе с семьёй уезжает в Мексику, продолжая образование у всемирно известного художника Диего Риверы (1929—1931).
Арнаутов был принят в его рабочую группу и позднее вспоминал это так:
Ривера, сказав, что учеников не берет, пригласил меня приходить во время работы помогать – наблюдая весь процесс, можно много усвоить
В Мехико принимал участие в создании фресок на зданиях Министерства здравоохранения, Национального дворца (фреска «Мексика сквозь века»), Губернаторского дворца. По воспоминания Арнаутова, он изначально был подручным у Риверы, растирал краски и подавал воду и только со временем его допустили к росписи некоторых деталей. В это время художник пишет картины, которые хранятся сейчас в коллекции Государственного Русского Музея: «Стирка белья у моста» (1931) и «Завтрак рабочего» (1929). В это же время он публикует несколько ксилографий в журнале «Mexican Life» за 1929 год
В 1931 году возвращается в США и получает официальное разрешение на работу. Работал в Сан-Франциско, оформлял станции метро, дом Всемирной библиотеки, Coit Tower, мемориал памяти пожарных. погибших при землетрясении в 1906, которая была временно закрыта из-за споров, вызванных его картиной. Расписывал клинику в Пало-Алто в 1932 году, школу Джорджа Вашингтона в 1936 году. Принимал активное участие в общественных мероприятиях в поддержку СССР, особенно во время Второй мировой войны. Преподавал в California School of Fine Arts, с 1939 по 1963 — профессор в Стэнфордском университете. В Сан-Франциско проходят его персональные выставки в 1933, 1934, 1935 и 1938 годах, в 1936 — персональные выставки в Трентоне, Стоктоне. С 1938 года является членом Коммунистической партии США. В этом же году его отца расстреляли. В годы войны Арнаутов был главой Русско-американского общества по оказанию помощи Красной армии. Передал в подарок Сталинграду картину «Сталинградский снайпер». Его старший сын Михаил участвовал во Второй Мировой и сражался во Франции. В 1950-х годах в Сан-Франциско создаётся группа художников с левыми взглядами, Graphic Workshop, куда входит и Арнаутов.
Летом 1961 года по предложению В. А. Яхонтова совершил поездку в СССР. В 1963 году после выхода на пенсию и смерти жены (в 1961 году) вернулся в Жданов (Мариуполь) и стал гражданином СССР. Автор большого количества работ, из которых наиболее известны мозаичное панно «Покорение космоса» (1964) на Доме связи (сейчас осыпается и может быть утрачено) и памятник жертвам фашизма (1967) в Мариуполе. Оформлял также СШ № 54 и аэровокзал «Мариуполь». Проводил в Жданове и Донецке персональные выставки. Многочисленное наследие Арнаутова не удостоилось достойной оценки. Был женат вторым браком на искусствоведе Нонне Талепоровской, вместе с ней незадолго до смерти уехал в село Вырицу под Ленинград, где и скончался на 83 году жизни от гриппа. Часть кремированного праха Арнаутова покоится в Ленинграде, а часть его супруга привезла в Мариуполь и самовольно закопала в могиле матери художника на старом кладбище.
В 2023 году во время российской оккупации Мариуполя был снесён исторический дом с часами, в котором располагалась мастерская Арнаутова.

## Конфликт вокруг фресок Арнаутова в школе Сан-Франциско
В одной из школ города Сан-Франциско Виктор Арнаутов в 1936 году расписал стены серией из 13 фресок под названием «Жизнь Вашингтона» площадью около 1 600 квадратных футов с изображением сцен из жизни Джорджа Вашингтона. В конце июня 2019 года городской совет по образованию Сан-Франциско принял решение закрасить эти фрески в связи с тем, что на них присутствуют изображения Вашингтона среди его рабов и изображение тела убитого колонизаторами коренного американца. По мнению совета, это оскорбляет чувства студентов, а закрашивание фресок послужит искоренению исторической расовой несправедливости по отношению к афроамериканцам и коренным американцам. За уничтожение фресок вопреки логике ратуют именно активисты движений в защиту афроамериканцев и индейцев.
Более 400 учёных и преподавателей из США и других стран подписали петицию в адрес школьного совета с просьбой пересмотреть решение о закрашивании или уничтожении фресок.

## Семья
- Лидия Васильевна Блонская — первая жена.
- Михаил, Василий, Яков, американский художник и скульптор (1930—2007) — дети от первого брака.
- Талепоровская Нонна Владимировна (1930—1996) — вторая жена.

## Награды
- Георгиевский крест 4-й ст. с лавровой веткой (№ 982244)

## Работы
- Фреска в Медицинской Клинике Пало-Алто. 1932.
- Фреска «Городская жизнь» в Башне Койт. Сан-Франциско.
- Фреска «Деятельность армии в мирное время». Часовня на военной базе Президио. Сан-франциско. 1935.
- Фрески, изображающие жизнь Джорджа Вашингтона. Школа Джорджа Вашингтона. Сан-Франциско. 1936.
- Фрески в 5 почтовых отделениях (Pacific Grove Post Office, South San Francisco Post Office и др.)
- Мозаика на школе № 54. Мариуполь.
- Мозаичное панно «От скифов к космосу». Аэропорт Мариуполя.
- Мозаичное панно на Доме Связи в Мариуполе.

## Сочинения
Арнаутов В. М. Жизнь заново: Автобиографический очерк // Лит. запись Л. Санина. — Донецк, 1972.